# Леверингтонское кладбище
Леверингтонское кладбище (англ. Leverington Cemetery) — историческое внеконфессиональное кладбище, основанное в 1745 году в районе Роксборо в Филадельфии, штат Пенсильвания, США. 

## Описание
Кладбище расположено по адресу 6075 Ridge Avenue в районе Роксборо Филадельфии, штат Пенсильвания и занимает девять акров (ок. 3,64 га).
Кладбище открыто для новых захоронений, но в период с 2016 по 2019 год их было всего шесть.

## История
Территория кладбища ранее принадлежала фермеру Виганду Леверингу в 1690-х годах. Он был поселенцем на земле, подаренной Уильяму Пенну в 1681 году. Кладбище берёт начало как место захоронения на ферме Леверинга и его семьи, а после 1744 года стало известным как могильник Роксборо. Оно стало частью баптистской церкви Роксборо, но прекратило свою связь с церковью и в 1857 году было зарегистрировано как компания Leverington Cemetery Company.

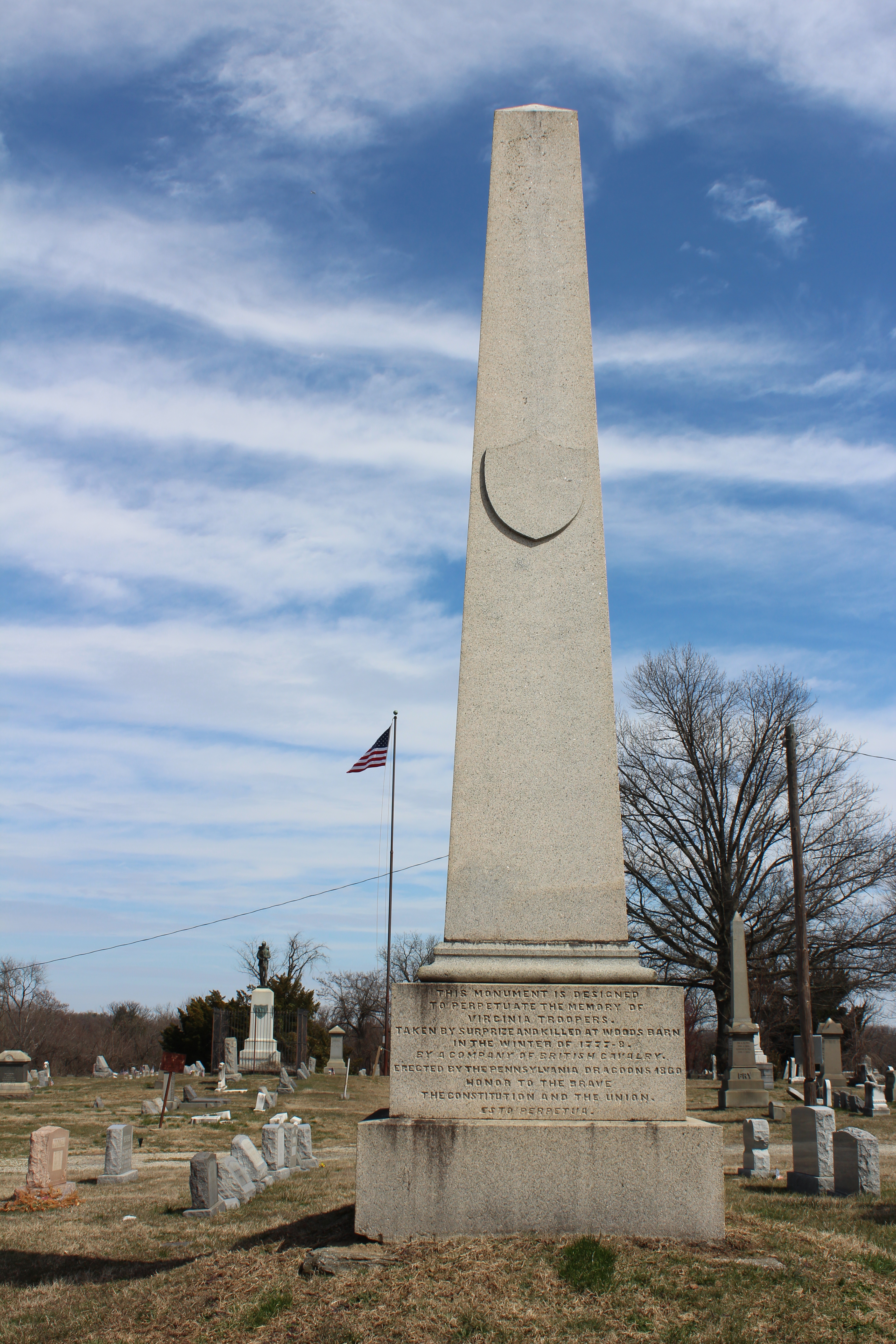
Памятник 17 американским солдатам из Вирджинии, погибшим в войне за независимость США и похороненным на Леверингтонском кладбище.

На кладбище находятся могилы 17 солдат из Вирджинии, убитых британскими войсками в 1777 году во время войны за независимость США. Солдаты оказались в ловушке внутри сарая, подожжённого британскими войсками, и были застрелены при попытке к бегству. В их честь на кладбище установлен памятник-обелиск.
К 1947 году кладбище было заброшено и пришло в запустение. Филадельфийский универмаг Wannamaker’s хотел купить землю, перевезти тела и использовать её в качестве торгового центра. Ричард Ли Энтвистл-младший основал компанию Leverington Cemetery Company и взял под свой контроль кладбище, чтобы предотвратить его разрушение. Кладбище принадлежит той же семье, и в настоящее время им управляет внучка Энтвистла, Рэнди Маутц.
Записи о захоронениях на кладбище были утеряны в 1966 году из-за пожара.
В 2013 году WHYY-TV включил это кладбище в число шести самых загадочных и жутких мест на северо-западе Филадельфии, поскольку оно было известно как «одно из наиболее активно документируемых мест для призраков в Филадельфии».

## Известные погребённые
- Ричард Хардинг Дэвис (1864–1916) — журналист и писатель